# Landeswassergesetz
Die Landeswassergesetze sind Gesetze der Länder in Deutschland, die Gewässer betreffen (Schutz, Nutzung, Wasserversorgung, -entsorgung, Gewässereinteilung) und die wasserrechtlichen Vorschriften des Bundes ergänzen und konkretisieren.

## Historie
Bis zum Inkrafttreten des Wasserhaushaltsgesetzes (WHG) am 1. August 1957 existierte in Deutschland kein einheitliches Wasserrecht. Die deutschen Länder begannen teils bereits im 19. Jahrhundert eigene Gesetze zur Regelung des Wasserrechts zu erlassen. Diese behielten bis zum Inkrafttreten des Wasserhaushaltsgesetzes in der Bundesrepublik 1957 bzw. des Wassergesetzes der DDR 1963 ihre Gültigkeit. Auf der Grundlage des WHG als Rahmengesetz erließen die Länder der Bundesrepublik zwischen 1960 und 1962 ihre bis heute gültigen Landeswassergesetze; die nach der Einheit Deutschlands hinzugekommenen Bundesländer taten es ihnen bis 1994 gleich. 
In der seit dem 1. März 2010 geltenden Fassung stellt das Wasserhaushaltsgesetz des Bundes eine Vollregelung dar. Die Länder können im Rahmen der konkurrierenden Gesetzgebung nach Art. 72 Abs. 3 Nr. 5 Grundgesetz in den Landeswassergesetzen nur noch teilweise Abweichungen festlegen und Öffnungsklauseln des WHG nutzen. Zuvor war das WHG ein Rahmengesetz, das von den Landeswassergesetzen detaillierter ausgefüllt wurde.
Die Umstellung des WHG auf eine Vollregelung zog ab 2010 eine Überarbeitung und Neufassung der Landeswassergesetze nach sich.

## Historische Landeswassergesetze (Auswahl)
- Oldenburgische Wasserverordnung vom 10. November 1868
- Braunschweigisches Wassergesetz vom 20. Juni 1876
- Hessisches Dammbaugesetz vom 14. Juni 1887
- Hessisches Bachgesetz vom 30. Juli 1887
- Badisches Wassergesetz vom 26. Juni 1889
- Württembergisches Wassergesetz vom 1. Dezember 1900
- Bayerisches Wassergesetz vom 23. März 1907
- Sächsisches Wassergesetz vom 12. März 1909
- Preußisches Wassergesetz vom 7. April 1913
- Wassergesetz für Mecklenburg-Schwerin vom 9. Juli 1928
- Thüringisches Wassergesetz vom 21. Dezember 1932

## Landeswassergesetze der Länder der Bundesrepublik Deutschland
- Wassergesetz für Baden-Württemberg
- Bayerisches Wassergesetz
- Bremisches Wassergesetz
- Hamburgisches Wassergesetz
- Hessisches Wassergesetz
- Niedersächsisches Wassergesetz
- Wassergesetz für das Land Nordrhein-Westfalen
- Wassergesetz für das Land Rheinland-Pfalz
- Wassergesetz des Landes Schleswig-Holstein
- Saarländisches Wassergesetz
- Berliner Wassergesetz
- Brandenburgisches Wassergesetz
- Wassergesetz des Landes Mecklenburg-Vorpommern
- Sächsisches Wassergesetz
- Wassergesetz für das Land Sachsen-Anhalt
- Thüringer Wassergesetz